# Sud vína amontilladského
Sud vína amontilladského (anglicky "The Cask of Amontillado") je jedna z povídek Edgara Allana Poea, kterou napsal v roce 1846.
Povídka byla publikována ve vícero sbírkách a taktéž pod dalšími názvy: Sud amontilladského vína, Sud amontillada a Súdok amontillada.
Příběh je zasazen do nejmenovaného italského města a vypráví o smrtelné pomstě na příteli, který se dopustil urážky na vypravěči. Stejně jako povídky "Černý kocour" a "Zrádné srdce" je podán z vrahovy perspektivy.
V povídce se kromě pomsty vyskytuje i téma pohřbení zaživa, jež lze nalézt i v dalších autorových textech. Samozřejmostí je precizní popis stísněné atmosféry, v tomto případě jde o temné sklepení starého sídla. Ačkoli je ústředním tématem povídky krutá vražda, nejedná se o detektivní příběh jakým je např. povídka "Vraždy v ulici Morgue". Zde chybí vyšetřování případu a pachatel sám vysvětluje svůj zločin (ich-forma vyprávění). Co však zůstává záhadou, je motiv tohoto činu, hlavní postava Montresor udává pouze obligátní vysvětlení, že byl sužován "nespočtem příkoří" ze strany oběti - Fortunata.
Při Fortunatově otázce na erb a zejména heslo rodu Montresorů odpoví dotyčný latinsky: "Nemo me impune lacessit" (česky "Nikdo mne neurazí beztrestně"). Je to jednoznačná indicie k tématu příběhu, z tohoto úhlu pohledu není podstatné, zda Montresor mluví pravdu či záměrně lže, aby tak vyšperkoval svou pomstu. Poe si mohl vypůjčit toto motto od amerického spisovatele Jamese Fenimora Coopera, jenž jej použil v románu Poslední Mohykán .

## Příběh
Montresor se cítí být obtěžován a urážen Fortunatem a rozhodne se, že to nenechá jen tak být. Spřádá plány na krutou pomstu, ale nedává na sobě nic znát. Pokud má odplata splnit maximálně svůj účel, nesmí být vypátrána a odhalena.
Fortunato je pyšný na své koštýřství, vyzná se ve vínech. Montresor potká svého přítele jednoho večera, kdy vrcholí oslavy karnevalu. Fortunato již má něco vypito a Montresor si uvědomí, že se mu naskytla vynikající příležitost. Zalže příteli, že si koupil soudek kvalitního amontilladského vína a chce po něm, aby mu potvrdil, že je pravé. Odvolává se na jeho proslulé znalecké schopnosti. Láká jej do sklepení svého rozlehlého domu, ví, že služebnictvo tam již nebude.
Podroušený Fortunato se nenechá přemlouvat, je zvědavý, a navíc hrdý na své znalectví. Montresor jej naoko odrazuje, aby posílil jeho hrdost, poukazuje na Fortunatův kašel a na vlhkost ve sklepích. Ten se však nenechá odradit.
Ve sklepích majitel domu otevře dvě láhve a nabídne je Fortunatovi, čímž jen posílí jeho opilost. Společně prochází temným a dlouhým sklepením plným zaprášených pavučin. V
jeden okamžik udělá Fortunato gesto, které jeho průvodce nepochopí. Fortunato prozradí, že je to gesto tajné organizace a tím, že jej Montresor neodhalil, potvrdil, že není členem.
V nejzazším konci katakomb se nachází hrobka. Po podlaze jsou roztroušeny lidské kosti. V jedné zdi je hluboký výklenek a Montresor pobízí muže, aby do něj vstoupil. Když tak Fortunato učiní, mstitel jej připoutá k žulové stěně řetězem. Fortunato nechápe, co se děje, dojde mu to teprve poté, co Montresor začne výklenek zazdívat. Začne škubat řetězy a křičet. Majitel krypty dokončí zeď. "In pace requiescat."

## Inspirace

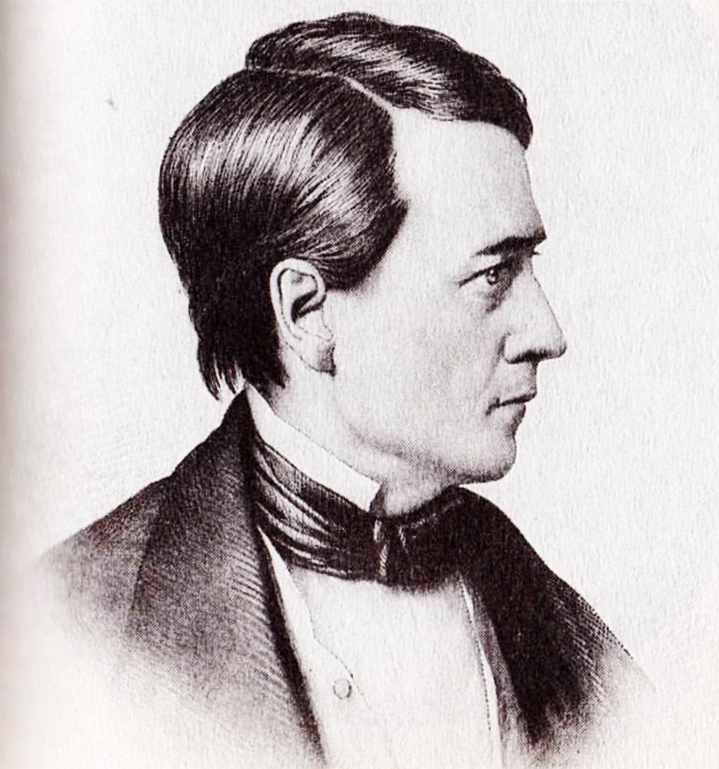
Thomas Dunn English

Edgar Allan Poe napsal povídku "Sud vína amontilladského" jako odpověď svému rivalovi (bývalému příteli) Thomasi Dunn Englishovi. Poe a English vedli vzájemné rozepře, obvykle literárně karikovali jeden druhého. Poe usoudil, že jedna z Englishových prací zašla příliš daleko a úspěšně zažaloval jeho editory z The New York Mirror z urážky na cti v roku 1846 . Během tohoto roku English publikoval román se spletitým příběhem 1844, or, The Power of the S.F., který odkazoval na tajné společnosti a jeho hlavním tématem byla pomsta. Obsahoval postavu jménem Marmaduke Hammerhead, slavného autora "Černé vrány" používající fráze jako "Nevermore" a "ztracená Lenora" odkazujíc na báseň E.A.Poea Havran. Marmaduke Hammerhead parodující Poea byl vyobrazen jako opilec, lhář a násilník.
Poe odpověděl povídkou "Sud vína amontilladského", kde použil konkrétní narážky na Englishův román. Například v momentě, kdy Fortunato udělá tajné gesto, odkazuje na utajovanou společnost v románu 1844. Poe také použil erb rodu Montresorů (zlatá noha drtí hada, jehož zuby se zatínají do její paty ) jako obdobu Englishova motivu. Spousta scén z Poeovy povídky odráží dění z Englishova románu 1844 situovaného do podzemní krypty. V důsledku je to E.A. Poe, jenž "odplácí beztrestně" použitím stručného příběhu (v kontrastu s románem) s jednoduchým efektem, čímž neměl v úmyslu si zvýšit literární kredit, jak zmínil ve své eseji "Filosofie básnické skladby" (angl. "The Philosophy of Composition") .
Poe též mohl být inspirován, alespoň zčásti tzv. Washingtonským hnutím , společenstvím prosazujícím abstinenci. Skupina byla založena bývalými pijany, kteří se pokoušeli odrazovat občany od konzumace alkoholu. Poe mohl složit slib a připojit se k hnutí po svých pijáckých obdobích s vidinou zisku politické funkce. Povídka "Sud vína amontilladského" tak může být "temným abstinenčním příběhem" s úmyslem šokovat lidi, aby si uvědomili rizika spojená s pitím .

## Česká a slovenská vydání
Česky či slovensky vyšla povídka v následujících sbírkách nebo antologiích:
Pod názvem Sud vína amontilladského:
- Jáma & kyvadlo a jiné fantastické příběhy (Nakladatelství XYZ, 2007)
- Jáma a kyvadlo a jiné povídky (Odeon 1975, 1978, 1987, 1988 a Levné knihy KMa 2002 [7])
- Pád do Maelströmu a jiné povídky (Argo, 2007, ISBN 978-80-7203-939-5, překlad Josef Schwarz a Ladislav Šenkyřík, vázaná, 248 stran, autor obálky: Alén Diviš)
- Předčasný pohřeb: Horrory a jiné děsivé příběhy (Hynek s.r.o., 1999)
- Předčasný pohřeb a jiné povídky (Mladá fronta, 1970)
- V mistrově stínu: Povídky Edgara Allana Poea (Nakladatelství XYZ , 2010, ISBN 978-80-7388-301-0, překlad Vítězslav Nezval, Tomáš Pekárek, Josef Schwarz, Ladislav Šenkyřík, Jaroslav Vrchlický, vázaná, 384 stran, obálky: Isifa Image Service a Jakub Karman)
- Zlatý skarabeus: Devatero podivuhodných příběhů Edgara Allana Poea (Albatros (edice Klub mladých čtenářů), 1979, překlad Josef Schwarz, 228 stran, náklad 50 000)

Pod názvem Sud amontilladského vína:
- Edgar (Dryada, 2008)

Pod názvem Sud amontillada:
- Fantastic Tales / Fantastické příběhy (Fragment, 2004)

Pod názvem Súdok amontillada:
- (slovensky) Zlatý skarabeus (Tatran, 1967, 295 stran)